# Парадокс Левінталя
Парадокс Левінталя — відомий парадокс, сформульований у 1968 році американським молекулярним біологом Сайрусом Левінталем: «проміжок часу, за який поліпептид приходить до свого скрученого стану, на багато порядків менший, ніж якби поліпептид просто перебирав всі можливі конфігурації».

## Складність проблеми
Щоб вирішити цей парадокс, необхідно відповісти на питання: «Як білок вибирає свій нативний стан серед безлічі можливих?» Для ланцюга зі 100 залишків число можливих конформацій ~10100, і їхній повний перебір зайняв би ~1080 років, якщо один перехід здійснювати за ~10−13  секунди. Тому складність проблеми полягає в тому, що це питання не можна вирішити експериментально, адже доведеться чекати ~1080 років.

## Причини парадокса
Називалися такі можливі причини цього парадоксу:
- Теоретичні моделі, що використовуються для доказу твердості, не відповідають тому, що природа намагається оптимізувати.
- В ході еволюції було відібрано тільки ті білки, які легко згортаються.
- Білки можуть згортатися різними шляхами, не обов'язково дотримуючись глобально оптимального шляху.

## Рішення парадокса
Білок може згортатися не «весь раптом», а шляхом збільшення компактної глобули внаслідок послідовного прилипання до неї все нових і нових ланок білкового ланцюга. При цьому одна за одною відновлюються фінальні взаємодії (їхня енергія {\displaystyle E} падає приблизно пропорційно кількості ланок ланцюга), а ентропія {\displaystyle S} падає також пропорційно кількості фіксованих ланок ланцюга. Падіння енергії і падіння ентропії повністю компенсують одне одного в головному (лінійному за N) члені в вільній енергії. Це виключає з оцінки часу згортання член, пропорційний 10N, і час згортання залежить від значно менших за порядком величини нелінійних членів, пов'язаних з поверхневими ентальпійними і ентропійними ефектами, пропорційними N2/3. Для білка зі 100 залишків це 101002/3  ~1021,5, що дає оцінку швидкості згортання, яка добре узгоджується з експериментальними даними.

## Ресурси Інтернету
- Парадокс Левінталя в телепередачі «Гордон[ru]» (Нічний ефір), випуск № 115, ефір від 28.05.2002.